# Ђуро Блажека
Ђуро Блажека (Прелог, 18. април 1968) је хрватски лингвист, лексикограф, дијалектолог и стручњак за кајкавски језик.
Основну школу завршио је у Прелогу (Међимурска жупанија). Средњу школу похађао је у Вараждину. 1992. године дипломирао је као професор хрватског језика и јужнословенских језика у Загребу. Такође је студирао у Салцбургу у Аустрији. 1998. године магистрирао. Докторску дисертацију одбранио је на тему међимурских кајкавских говора 2004. године.
Од 1992. до 1999. године предавао је хрватски језик у средњим школама у Загребу. Од 1998. године је предавач Хрватског језикословног училишта на Учитељском факултету у међимурском Чаковцу. Од 1. октобра 2006. до 11. новембра 2008. био је декан високошколске установе, а од 12. новембра помоћник декана Учитељског факултета у Загребу.
Више пута је био гостујући предавач на додипломским студијама на одељењима за славистику у Мађарској (Будимпешта, Сомбатхељ, Печуј, Баја). На Педагошком факултету у Бихаћу охрабрио је студенте и асистенте да изврше врло детаљна истраживања локалних говора сјеверозападне Босне.